# Union Mundial pro Interlingua

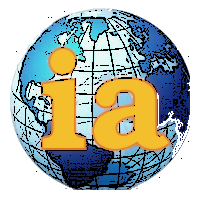
Icona dell'Interlingua

L'Union Mundial pro Interlingua (Unione mondiale per l'Interlingua), o UMI, è un'organizzazione globale no profit per la promozione dell'Interlingua, una lingua ausiliaria internazionale creata nel 1951 dalla IALA "International Auxiliary Language Association" (Associazione internazionale per una lingua ausiliaria).

## Storia
L'UMI è stata fondata il 28 luglio 1955 a Tours (Francia). Collabora con le organizzazioni nazionali per la diffusione dell'Interlingua e contribuisce alla pubblicazione di dizionari e grammatiche. Pubblica dal gennaio 1988 un bimestrale internazionale scritto interamente in Interlingua, dal titolo Panorama in Interlingua, diretto dal danese Thomas Breinstrup. Dall'ottobre del 2009 pubblica anche una rivista, unicamente digitale, di cultura internazionale, intitolata Almanac de interlingua. L'attuale presidente dell'UMI è il francese Alix Mahé-Potet.
L'UMI si dirama in 21 organizzazioni nazionali, tra cui l'"American Society for Interlingua" (Societate American pro Interlingua/Società Americana per l'Interlingua), presieduta da Stanley  Mulak, che pubblica il trimestrale Confluentes; e la "British Interlingua Society" (Società Britannica per l'Interlingua), presieduta da Peter Gopsill, che pubblica due periodici, scritti in parte in Interlingua e in parte in inglese, dai titoli "Lingua e Vita" e "Contacto".
L'organizzazione italiana (Association Interlingua Italia) è presieduta da Roberto Capuzzo.

## Voci correlate

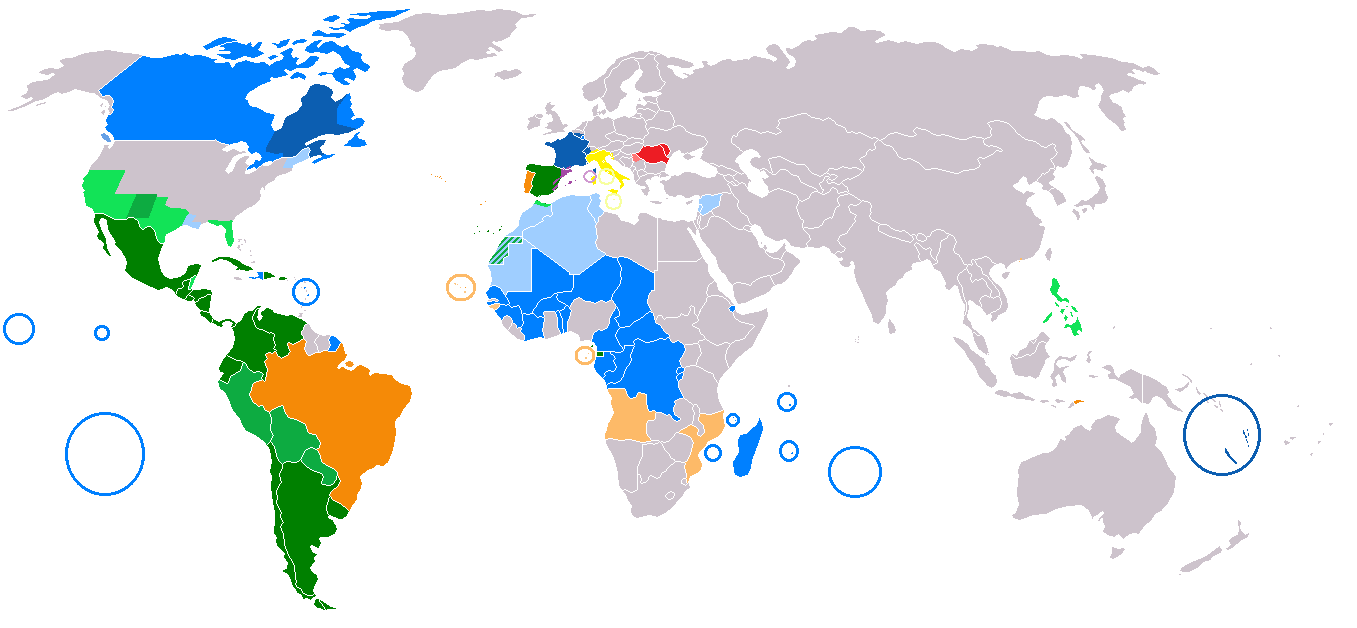
Le parti colorate nella mappa indicano le aree in cui si parla comunemente una lingua romanza. L'Interlingua è comprensibile alla maggior parte dei 600 milioni di abitanti di tali aree